# Учбай
Учбай (кирг. Үч-Бай) — село в Ноокатском районе Ошской области Кыргызстана. Административный центр айылного аймака имени Токтомата Зулпуева.

## География
Село расположено в западной части области, на правом берегу реки Косчан, на расстоянии приблизительно 6 километров (по прямой) к северо-востоку от города Ноокат, административного центра района. Абсолютная высота — 1292 метра над уровнем моря.

## Население
Согласно оценочным данным Национального статистического комитета Кыргызской Республики, численность населения села на начало 2023 года составляла 2635 человек.
| год     | 2009 | 2014 | 2015 | 2020 | 2021 | 2023 |
| ------- | ---- | ---- | ---- | ---- | ---- | ---- |
| человек | 2068 | 2272 | 2296 | 2465 | 2545 | 2635 |